# Nymphoides siamensis
Nymphoides siamensis är en vattenklöverväxtart som först beskrevs av Carl Hansen Ostenfeld, och fick sitt nu gällande namn av Kerr. Nymphoides siamensis ingår i släktet sjögullssläktet, och familjen vattenklöverväxter. Inga underarter finns listade i Catalogue of Life.